# Sonho de uma Noite de Verão (Mendelssohn)

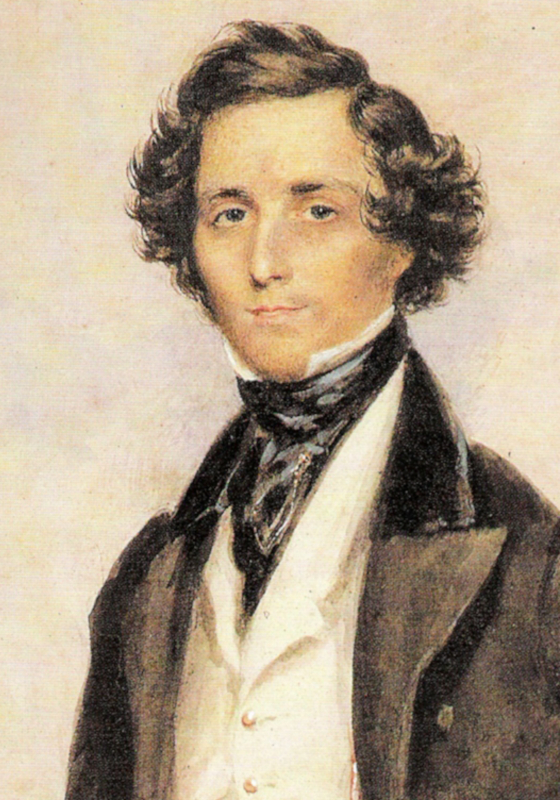
A obra de Felix Mendelssohn é baseada na peça de teatro do mesmo nome escrita pelo dramaturgo inglês William Shakespeare.

Sonho de uma Noite de Verão (em alemão:  Ein Sommernachtstraum) é uma obra musical escrita pelo compositor Felix Mendelssohn, tendo por base a peça de teatro do mesmo nome escrita por William Shakespeare. Mendelssohn compôs esta obra em diferentes momentos da sua vida. Entre 8 de julho e 6 de agosto de 1826, quando a sua carreira estava no início, compôs uma abertura de concerto op. 21 e estreou-a em Szczecin em 20 de fevereiro de 1827. Em 1842, poucos anos antes da sua morte, escreveu música incidental (op. 61) para uma produção da obra de teatro, na qual incorporou a abertura existente. A música incidental, que inclui a famosa Marcha nupcial, foi escrita por uma ordem do rei Frederico Guilherme IV da Prússia.

## Abertura

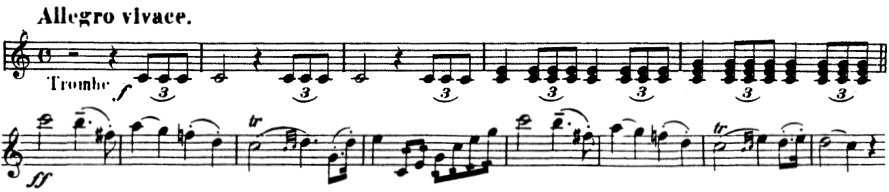
Compassos iniciais da partitura da Marcha nupcial.

A abertura, op. 21, foi terminada por Mendelssohn em 6 de agosto de 1826, quando tinha 17 anos e 6 meses de idade. Foi escrita como uma abertura de concerto, não associada a nenhuma representação teatral. A abertura foi escrita depois de o compositor ler a tradução para alemão da obra de Shakespeare em 1826. A tradução foi feita por August Wilhelm von Schlegel, com ajuda de Ludwig Tieck. Havia uma ligação familiar entre eles: o irmão de Schlegel, Friedrich, era casado com Dorothea, tia de Felix Mendelssohn.